# Thiếu răng bẩm sinh
Thiếu răng bẩm sinh ở người là một bệnh di truyền hiếm gặp, đặc trưng bởi thiếu một số răng hoặc toàn bộ các răng từ khi sinh ra. Trong thuật ngữ chuyên ngành nước ngoài, bệnh này có tên là Anodontia. Vì Anodonta (viết nghiêng) cũng là tên của một chi động vật thuộc họ Lucinidae (như trai, hàu, sò biển) thuộc lớp thân mềm hai vỏ, nên để tránh nhầm lẫn, thuật ngữ nước ngoài còn gọi bệnh này bằng tên đầy đủ hơn là Anodontia vera (không viết nghiêng). Bệnh cũng còn được gọi là bệnh "không phát sinh răng" (tooth agenesis), hoặc gọi tắt là "thiếu răng bẩm sinh". Đây là một rối loạn di truyền hiếm gặp, thường kế thừa theo phương thức di truyền gen lặn ở nhiễm sắc thể thường.

## Tổng quan
Bình thường mỗi người sinh ra đều có trung bình 20 răng sữa, sau đó các răng sữa này sẽ được thay thế bởi các răng vĩnh viễn, rồi đến khi trưởng thành có đủ 32 răng. Tuy nhiên, một số trẻ đến tuổi mọc răng (khoảng từ 6 tháng tuổi trở lên) mà lại thiếu rất nhiều răng, nếu có thì các răng bất thường (nhọn, mọc lệch), thậm chí mãi đến khi lớn vẫn thiếu hoặc hoàn toàn không có răng. Trường hợp này nên nghĩ đến bệnh thiếu răng bẩm sinh do rối loạn di truyền với tần số thấp, tuỳ theo vùng lãnh thổ được điều tra mà có thể là khoảng 1/3000, hoặc thấp hơn nhiều.

### Trình tự mọc răng sữa ở trẻ sơ sinh[6]
Từ 6 - 9 tháng: Bốn răng cửa giữa
Chiếc răng đầu tiên của trẻ sẽ xuất hiện vào khoảng tháng thứ 6 ở vị trí răng cửa hàm dưới. Thông thường, chiếc răng đầu tiên sẽ gây đau đớn cho bé nhiều nhất. Trẻ có thể cáu gắt, khó chịu, bỏ bú và sốt nhẹ.
Sau khi hai răng cửa hàm dưới xuất hiện, hai răng cửa hàm trên sẽ tiếp tục mọc khi bé bước sang tháng thứ 8.
Từ 7 - 10 tháng: Hai răng cửa trên
Khi bé được 7 tháng đến 10 tháng, 2 chiếc răng cửa phía trên tiếp tục nhú mọc, hai răng cửa hàm dưới thường xuất hiện muộn hơn, mọc khi bé bước vào tháng tuổi thứ 16.
Từ 12 - 14 tháng: 4 răng hàm sữa
Sau khi răng cửa mọc đầy đủ, răng hàm sẽ bắt đầu xuất hiện. Đầu tiên là 2 chiếc răng hàm bên trong ở hàm trên, đây là 2 chiếc răng hàm nằm ở vị trí giữa hàm, cách một đoạn so với răng cửa.
Tiếp theo là sự xuất hiện của hai chiếc răng hàm dưới đối diện với hai chiếc răng hàm trên. Lúc này, mẹ cần chú trọng việc chăm sóc răng miệng của trẻ để bổ sung flo và phòng ngừa các bệnh răng miệng.
Từ 16 - 18 tháng: 4 răng nanh sữa
Chiếc răng nanh sữa hàm trên nhú mọc khi trẻ được 16 - 18 tháng, lấp đầy chỗ trống giữa vị trí răng cửa và răng hàm.
Hai răng nanh hàm dưới xuất hiện sau khi hai chiếc răng nanh sữa hàm trên mọc đầy đủ. Trong một vài trường hợp, trẻ phải đến 22 tháng mới nhú mọc đầy đủ bốn chiếc răng nanh sữa này.
Từ 20 - 30 tháng: Bốn răng hàm sữa cuối cùng
Hai chiếc răng hàm cuối cùng sẽ lấp đầy hàm dưới vào tháng thứ 20. Khi hai răng hàm cuối cùng của hàm dưới mọc thì liên tiếp đó sẽ là sự xuất hiện của hai răng hàm cuối cùng của hàm trên.
Lịch mọc răng của trẻ sơ sinh hoàn thiện khi trẻ bước vào tháng tuổi thứ 30.

### Các dạng thiếu răng bẩm sinh[3]

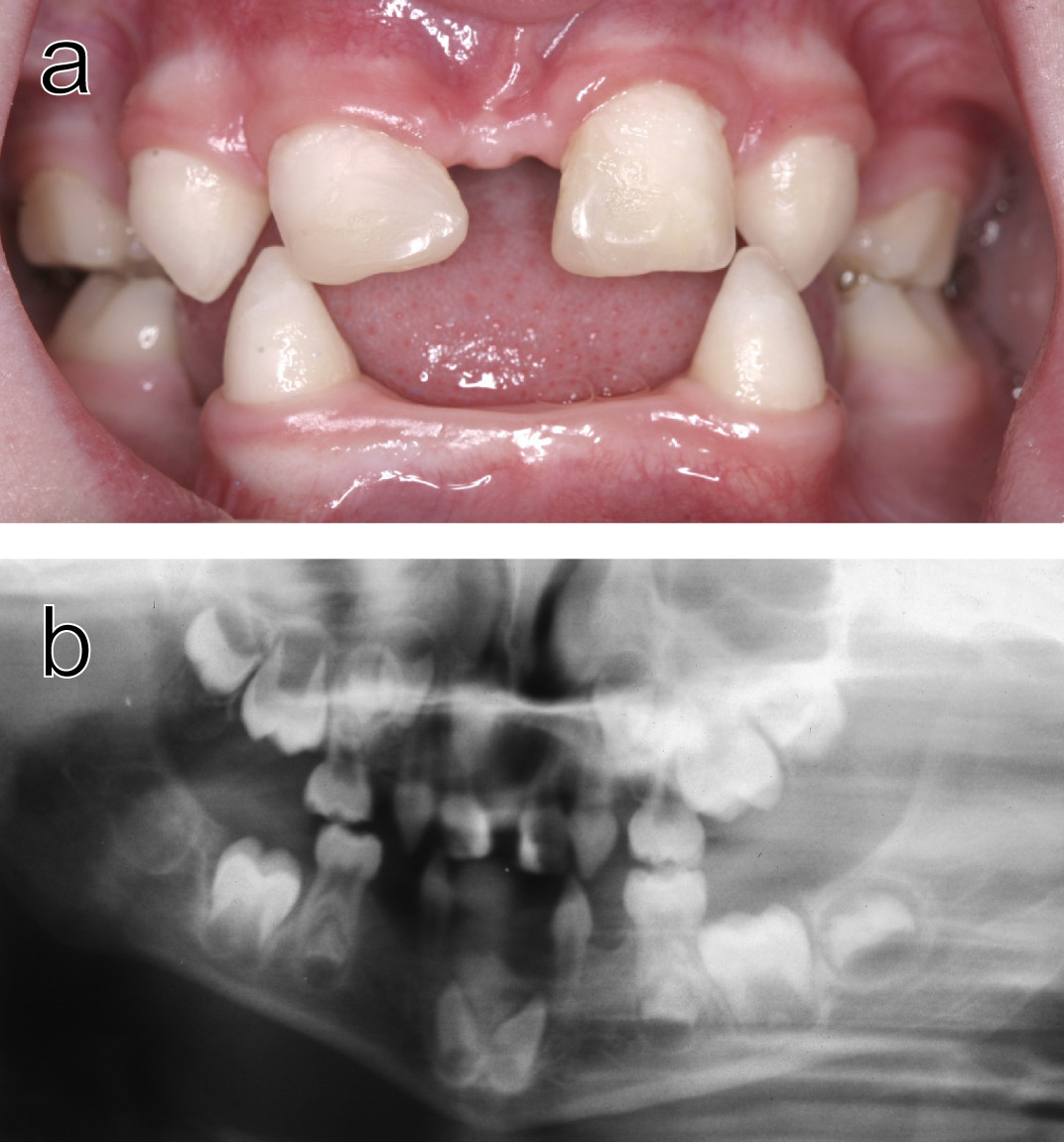
Hypodontia ở một em gái Thụy Điển, 5 tuổi bị hội chứng loạn sản ngoài da (HED) a) Ảnh trực tiếp: hai răng cửa đã bọc composite che răng hình nón. b) Ảnh X quang cho thấy thiếu 10 răng sữa và 11 răng vĩnh viễn.

Trong nha khoa phân biệt ba dạng thiếu răng.
- Hypodontia: bệnh thiếu một số răng (quy ước là thiếu từ 1 đến 5 răng). Đậy là dạng thường gặp nhất.
- Oligodontia: bệnh thiếu nhiều răng (quy ước là thiếu nhiều hơn năm răng).
- Anodontia: bệnh không răng, nghĩa là hoàn toàn không có chiếc răng nào. Đây là dạng hiếm gặp hơn cả trong các người bệnh.

## Nguyên nhân và cơ chế di truyền

### Nguyên nhân chính
- Có nhiều nguyên nhân gây ra thiếu răng bẩm sinh, nhưng phải kể đến trước hết là do biến đổi của một số gen, trong đó có gen WNT10A hiện được công nhận là gen chủ yếu dẫn đến bệnh này.[3]
- Các gen tương tự như các gen EDA, EDAR và EDARADD cũng có liên quan, nhưng thường gây ra thiếu răng (dạng hypo hoặc dạng oligo) và kèm theo các triệu chứng khác trong hội chứng loạn sản ngoài da (ectodermal dysplasia).
- Một số gen khác cũng có liên quan như các gen MSX1, PAX9, IRF6, GREM2, AXIN2, LRP6, SMOC2, LTBP3, PITX2 và WNT10B.[3]

### Cơ chế dogen WNT10A

Xác suất con sinh ra biểu hiện bệnh là 1/4 (hình sẫm màu), bất kể là trai hay gái (dù trong sơ đồ vẽ là con gái).

Gen WNT10A định vị ở một lô-cut thuộc nhiễm sắc thể số 2 của người. Khi gen này đột biến, sẽ tạo ra alen bất thường ở trạng thái lặn. Do đó, gen này được kế thừa theo phương thức di truyền gen lặn ở nhiễm sắc thể thường (autosomal recessive inheritance). Nếu bố và mẹ không biểu hiện bệnh, nhưng cả hai đều mang gen lặn gây bệnh (tức bố và mẹ đều là thể mang), thì xác suất sinh con bị bệnh này là 25%. Điều này cũng có nghĩa là: nếu người con bị bệnh này, thì cả bố và mẹ đều là thể dị hợp về cặp alen WNT10A, vì người con đã nhận được cả hai bản sao của gen đột biến, trong đó một nhận được từ bố còn một là từ mẹ. Còn lại là xác suất sinh con bình thường là 75%, nhưng 50% là thể mang có 1 alen lặn gây bệnh.

## Điều trị
- Hiện nay bệnh không thể chữa khỏi, vì do gen đột biến và chưa có liệu pháp gen khắc phục, nhưng có thể khắc phục bằng thay thế răng thiếu bằng răng giả (dentures) hoặc kỹ thuật cấy ghép răng (dental implant).[9] Phương pháp điều trị này giúp người bệnh nhân thẩm mỹ hơn, tạo hình ảnh tự tin hơn cho bản thân trong giao tiếp xã hội. Đối với những người bệnh trẻ thì còn giúp cải thiện đáng kể sự phát triển của sọ, mặt và phát âm.
- Tuy nhiên trong thực tế điều trị, thì nguy cơ thất bại trong cấy ghép răng ở những bệnh nhân dưới 18 tuổi là cao, nên thường khuyến cáo sử dụng phương pháp điều trị này ở những người lớn tuổi hơn.[10]